# 吉蒂尼耶尔
吉蒂尼耶尔（法語：Guitinières，法語發音：[ɡitinjɛʁ]）是法国滨海夏朗德省的一个市镇，位于该省南部略偏东，属于容扎克区。

## 地理
吉蒂尼耶尔（45°26'29"N, 0°30'37"W）面积9.18 平方千米，位于法国新阿基坦大区滨海夏朗德省，该省份为法国西部滨海省份，北起旺代省，西临大西洋，南至吉倫特省，东南接多爾多涅省，东北接德塞夫勒省接壤，东临夏朗德省。
与吉蒂尼耶尔接壤的市镇（或旧市镇、城区）包括：克利永、尼约勒勒维鲁伊、圣伊莱尔迪布瓦、圣西吉斯蒙-德克莱蒙。

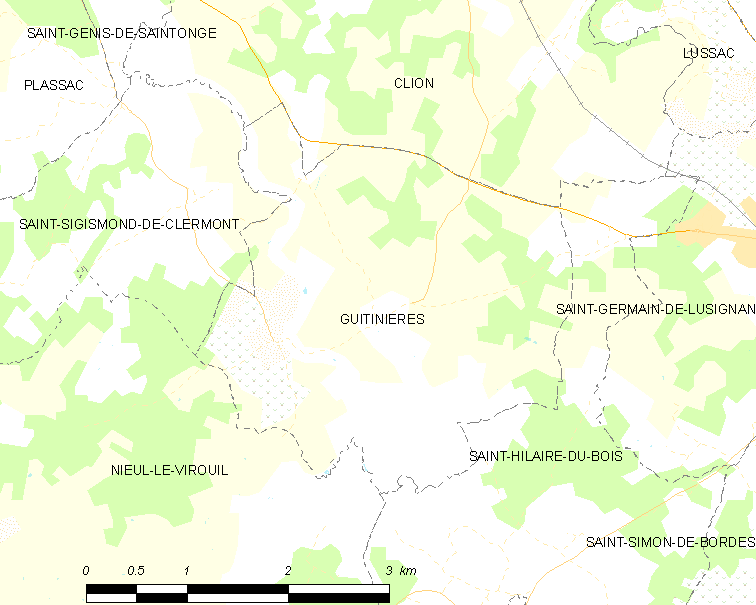
吉蒂尼耶尔的OSM定位图

吉蒂尼耶尔的时区为UTC+01:00、UTC+02:00（夏令时）。

## 行政
吉蒂尼耶尔的邮政编码为17500，INSEE市镇编码为17187。

## 政治
吉蒂尼耶尔所属的省级选区为容扎克县。

## 人口

1962-2008年间吉蒂尼耶尔人口变化图示

吉蒂尼耶尔于2022年1月1日时的人口数量为479人。